# دوري بنين الممتاز
الدوري البنيني الأول لكرة القدم هي مسابقة كرة القدم بين أندية البنين .
البطل الحالي هو بوفل باركو سنة 2019 بينما لم يتم اكمال الدوري سنة 2020.